# Teódoto de Antioquia
Teódoto de Antioquia (??–429) foi um bispo de Antioquia e sucedeu a Alexandre em 420.

## Cisma e reconciliação
Após a deposição de Melécio de Antioquia em 361, a cidade entrou num período chamado de cisma meleciano, quando pelo menos quatro grupos reclamavam a sé de Antioquia. Alexandre foi o último dos chamados "melecianos". Sob Teódoto, o cisma foi definitivamente resolvido. Ele foi descrito por Teodoreto, que foi por um tempo um de seus presbíteros, como uma "pérola de temperança" e "provido de uma vida esplêndida e uma sabedoria sobre os dogmas divinos". João Mosco relata anedotas que ilustram a sua humildade quando tratado de forma rude por seus clérigos e sua bondade numa viagem ao insistir que um dos seus presbíteros trocasse com ele o seu cavalo por sua liteira patriarcal. Por sua gentileza, ele recebeu de volta os apolinaristas na comunhão com a igreja sem insistir que eles renunciassem formalmente aos seus erros.
Sobre o verdadeiro teor dos ensinamentos de Pelágio estar se tornando conhecido no oriente e a consequente renúncia ao testemunho dado anteriormente pelo Concílio de Jerusalém e pelo Sínodo de Cesareia de sua ortodoxia doutrinária, Teódoto presidiu um Sínodo em Antioquia (mencionado apenas por Mário Mercator e por Fócio, em cujo texto Teófilo de Alexandria tomou - em evidente erro - o lugar de Teódoto) no qual Pelágio foi condenado e expulso de Jerusalém e de outros lugares santos. Ele também se juntou a Praílio de Jerusalém nas cartas sinódicas a Roma informando o que fora realizado. A data mais provável para este sínodo foi fornecida por Hefele: 424. Quando, neste mesmo ano, Alexandre, fundador da ordem dos Acemetas, visitou Antioquia, Teódoto recusou-se a recebê-lo por suspeitar que ele mantinha pontos de vista heréticos. Porém, ele não foi seguido pelos antioquenos que, sempre ávidos por novidades, abandonaram as igrejas e se amontoaram para ouvir a ardente eloquência de Alexandre.
Teódoto tomou parte na ordenação de Sisínio como Patriarca de Constantinopla em fevereiro de 426 e se juntou a outros bispos na confecção de uma carta sinódica para os bispos da Panfília contra os messalianos.
Segundo Teodoreto, Teódoto morreu em 429.